# Aleksander Leja
Aleksander Leja (ur. 23 marca 1898 w Rostowie, zm. 1978 w Warszawie) – major obserwator Wojska Polskiego.

## Życiorys
W 1925 roku wstąpił do Oficerskiej Szkoły Lotniczej w Grudziądzu. Ukończył ją z 5. lokatą (I promocja) i w stopniu starszego sierżanta podchorążego obserwatora otrzymał przydział do 41. eskadry lotniczej 4. pułku lotniczego w Toruniu. 
W listopadzie 1927 roku otrzymał awans na stopień podporucznika, w 1930 na porucznika. Od października 1934 do kwietnia 1935 roku był zastępcą dowódcy Oddziału Portowego 4. pułku lotnictwa. W 1935 roku otrzymał przydział na stanowisko wykładowcy silnikowego w Szkole Podoficerów Lotnictwa dla Małoletnich w Bydgoszczy.
Od czerwca 1936 był wykładowcą w Szkole Podchorążych Lotnictwa – Grupa Techniczna w Warszawie, a w marcu 1939 kierownikiem wyszkolenia silnikowego. Na stopień kapitana został mianowany ze starszeństwem z 19 marca 1937 i 2. lokatą w korpusie oficerów lotnictwa, grupa techniczna.
Po kampanii wrześniowej został ewakuowany przez Rumunię do Francji. Otrzymał przydział do Stacji Zbornej Lyon-Bron, gdzie służył w Parku Obsługi. Po klęsce Francji przedostał się do Wielkiej Brytanii i wstąpił do RAF. Otrzymał numer służbowy P-0598, został przydzielony do personelu naziemnego Polskich Sił Powietrznych. W listopadzie 1942 roku został przeniesiony do Biura Instrukcji i Wydawnictw przy Centrum PSP w Blackpool, które zajmowało się tłumaczeniem wydawnictw technicznych dot. sprzętu lotniczego i sporządzaniem własnych podręczników do szkolenia żołnierzy PSP.
Po zakończeniu wojny został zdemobilizowany i repatriował się do Polski. 